# 47 Ursae Majoris
47 Ursae Majoris (47 UMa), o Chalawan, è una stella nana gialla simile al Sole che si trova nella costellazione dell'Orsa Maggiore a una distanza approssimativa di 46 anni luce e dotata di tre pianeti extrasolari in orbita attorno a lei.
47 Ursae Majoris è tra le prime 100 stelle candidate del progetto Terrestrial Planet Finder della NASA, che in futuro si occuperà della ricerca di pianeti terrestri.

## Distanza e visibilità
47 Ursae Majoris è abbastanza vicina al nostro sistema solare, secondo le misurazioni astrometriche del satellite Hipparcos, la stella ha una parallasse di 71,04 milliarcosecondi, che corrisponde a una distanza di 14,1 parsec. Ha magnitudine apparente di 5,30, in buone condizioni è visibile a occhio nudo.

## Caratteristiche
47 UMa ha una massa simile al nostro sole. È leggermente più ricca in metalli, avendo circa il 110% dell'abbondanza solare di Ferro. Dato il tipo spettrale G1V, è anche leggermente più calda del Sole, attorno ai 5855 K. 47 Ursae Majoris ha magnitudine assoluta di 4,29, quindi ha una luminosità visuale del 60% più grande del Sole.
Come il nostro sole, è una stella della sequenza principale che nel nucleo converte idrogeno in elio tramite la fusione nucleare. In base all'attività cromosferica, la stella potrebbe avere circa 6 miliardi di anni, anche se modelli evolutivi suggeriscono un'età di 8,7 miliardi di anni.

## Sistema planetario

Orbite dei pianeti di 47 Ursae Majoris (nero) confrontate con quelle dei pianeti nel sistema solare (blu)

Nel 1996 Geoffrey Marcy e R. Paul Butler hanno annunciato la scoperta di un pianeta extrasolare attorno alla stella. La scoperta è stata possibile osservando i cambiamenti nella velocità radiale della stella causati dalla presenza del pianeta. Il pianeta, designato 47 Ursae Majoris b, è stato il primo pianeta extrasolare con un periodo orbitale lungo ad essere scoperto. A differenza degli altri pianeti con quel periodo orbitale, 47 Ursae Majoris b ha un'eccentricità orbitale bassa. Ha una massa di almeno 2,63 volte quella di Giove e impiega 1089 giorni per completare un'orbita attorno alla propria stella. Se si trovasse nel sistema solare si troverebbe tra l'orbita di Marte e Giove.
Nel 2001, delle misurazioni astrometriche preliminari effettuate dal satellite Hipparcos, suggerirebbero che l'orbita del pianeta sia inclinata di 63,1° rispetto alla nostra linea visiva, questo implicherebbe una massa più grande, 2,9 volte quella di Giove. Tuttavia indagini successive dei dati suggeriscono che le misurazioni di Hipparcos non sono sufficientemente precise per caratterizzare le orbite di compagni non stellari, quindi la vera inclinazione dell'orbita, e di conseguenza la vera massa, sono attualmente sconosciute.
La scoperta di un secondo pianeta, 47 Ursae Majoris c, è stata annunciata nel 2002 da Debra Fischer, Geoffrey Marcy e R. Paul Butler. Anche in questo caso si è usato il metodo della velocità radiale. Secondo quanto riportato dagli scopritori, il pianeta avrebbe un periodo di rivoluzione di 2594 giorni. Tuttavia misurazioni successive non sono riuscite a confermare la presenza del pianeta e analisi su dati che coprono un periodo più lungo, pari a 6900 giorni, suggeriscono che, sebbene la presenza di un secondo pianeta sia probabile, periodi orbitali prossimi ai 2500 giorni hanno un'alta probabilità di rivelarsi "falsi positivi, e che il modello che meglio si adatta alle osservazioni consiste in un pianeta con periodo di 7586 giorni a una distanza di 7,73 UA dalla stella. Per queste ragioni, i parametri del secondo pianeta sono tuttora molto incerti.
Nel 2010 è stata annunciata la scoperta di un terzo pianeta, 47 Ursa Majoris d. Scoperto sempre con il metodo della velocità radiale, orbita in un periodo di 38,33 anni ad una distanza media di 11,6 UA, mentre la sua massa minima è 1,64 volte la massa gioviana.
La zona abitabile del sistema è compresa tra 0,91 e 2,13 UA dalla stella; le simulazioni sul sistema di 47 Ursae Majoris suggeriscono che la parte più interna della zona abitabile potrebbe ospitare un pianeta terrestre in orbita stabile. Invece, nelle regioni esterne della zona abitabile, un eventuale pianeta verrebbe distrutto dall'influenza gravitazionale di 47 Ursae Majoris b. Tuttavia la presenza di un pianeta gigante entro le 2,5 UA dalla stella potrebbe anche aver disturbato la formazione di pianeti nella parte interna della zona abitabile e ridotto la quantità di acqua disponibile durante l'accrescimento.. Per tali ragioni, eventuali pianeti di tipo terrestre nella zona abitabile di 47 UMa sarebbero piccoli e aridi.
| Pianeta          | Tipo            | Massa           | Periodo orb.        | Sem. maggiore  | Eccentricità  | Scoperta |
| ---------------- | --------------- | --------------- | ------------------- | -------------- | ------------- | -------- |
| b (Taphao Thong) | Gigante gassoso | >2,60 ± 0,13 MJ | 1083,2 ± 1,8 giorni | 2,11 ± 0,04 UA | 0,049 ± 0,014 | 1996     |
| c (Taphao Kaew)  | Gigante gassoso | >1,34 ± 0,22 MJ | 7586 ± 727 giorni   | 7,73 ± 0,58 UA | 0,005?        | 2002     |
| d                | Gigante gassoso | >1.64 MJ        | 7586 ± 727 giorni   | 11,6 UA        | 0,16 ± 0,16   | 2010     |